# Автуничі
Авту́ничі — село на півночі України, у Городнянській міській громаді Чернігівського району Чернігівської області. До 2020 підпорядковувалось Андріївській сільській раді.
У селі функціонує середня загальноосвітня школа I—II ст. та дитячий садок
Поблизу села розташована археологічна пам'ятка Автуничі — одне із найбільш досліджених поселень епохи Київської Русі.

## Географія
Село розташоване на півночі Чернігівського району, за 28 км від центру громади Городні та 85 км від обласного центру Чернігова. Площа села — 2,9 км². Густота населення — 123,1 осіб/км². Середня висота над рівнем моря — 151 м. Найближча залізнична станція — Хоробичі, Південно-Західної залізниці, розташована за 12 км. Поблизу села протікає річка Верпч. Клімат помірно континентальний, із м'якою зимою та теплим літом. Взимку утворюється сніговий покрив.

### Клімат
| Клімат Автуничів          | Клімат Автуничів | Клімат Автуничів | Клімат Автуничів | Клімат Автуничів | Клімат Автуничів | Клімат Автуничів | Клімат Автуничів | Клімат Автуничів | Клімат Автуничів | Клімат Автуничів | Клімат Автуничів | Клімат Автуничів | Клімат Автуничів |
| Показник                  | Січ.             | Лют.             | Бер.             | Квіт.            | Трав.            | Черв.            | Лип.             | Серп.            | Вер.             | Жовт.            | Лист.            | Груд.            | Рік              |
| Середній максимум, °C     | −3,9             | −2,5             | 2,7              | 12,3             | 19,9             | 23,0             | 24,1             | 23,3             | 18,1             | 11,0             | 3,4              | −0,9             | 10               |
| Середня температура, °C   | −7,1             | −5,8             | −0,9             | 7,8              | 14,5             | 17,7             | 18,9             | 17,9             | 13,1             | 7,0              | 1,0              | −3,5             | 6                |
| Середній мінімум, °C      | −10,2            | −9               | −4,4             | 3,3              | 9,1              | 12,4             | 13,7             | 12,6             | 8,1              | 3,1              | −1,4             | −6,1             | 2                |
| Норма опадів, мм          | 42               | 32               | 31               | 42               | 45               | 75               | 81               | 61               | 48               | 42               | 48               | 49               | 596              |
| ------------------------- | ---------------- | ---------------- | ---------------- | ---------------- | ---------------- | ---------------- | ---------------- | ---------------- | ---------------- | ---------------- | ---------------- | ---------------- | ---------------- |
| Джерело: climate-data.org |                  |                  |                  |                  |                  |                  |                  |                  |                  |                  |                  |                  |                  |

## Історія
Перші поселенці досить довгий час були вільними людьми. Згодом селяни були закріпачені поміщиком Ковачем, який мав 350 га землі. Окрім кріпаків у селі було 3 дворянські родини, які отримали титул наприкінці правління Катерини ІІ, коли козацькій старшині надавалися дворянські права. Нащадки цих сімей залишилися у селі і один із кутків села має «вуличну» назву «Дворянівка» — тепер це частина вулиці Радянської. Відрізняла цих дворян від кріпаків лише особиста свобода, бо, як і решта, вони були бідні. У селі була крамниця Хайкіна, але через дороговизну для більшості селян товари в ній були недоступні.
Заможні селяни володіли вітряними млинами, круподерками, олійнями. До 1917 року селу належало 1126 десятин землі, основна частина якої була зосереджена у 6-7 сім'ях куркулів (35-40 десятин у кожної). Ще близько 900 десятин належали 168 дворам селян-бідняків і середняків. У роки Столипінської реформи приблизно 40 сімей виїхало на пошуки кращого життя до Сибіру, їхня подальша доля невідома. До 1917 року в селі діяла трьохкласна школа з одним учителем-дячком. Населення в основному було неграмотне, зовсім мало людей мали освіту церковно-приходської школи, вищу і середню освіту не мав ніхто.
У період Жовтневого перевороту мешканці села брали участь у розгромі поміщицької економії в с. Рубіж, власницею якої була поміщиця Величко.
Радянська влада була встановлена у 1918 році, було створено комітет бідноти, головою якого став Авдієнко Тимофій Миколайович. У 1925 році створено комсомольський осередок із 12 чоловік, секретарем був Мисник Трофим Пантелійович. У 1936 році утворено партійний осередок Комуністичної партії із 5 комуністів. Організатором і секретарем була член ВКП(б) Гаврилко Оксана, вона ж була і головою сільради.
У 1933 році у селі було створено колгосп «Незаможник» із 33 господарств, а осінню 1934 року до колгоспу було прийнято 120 родин. Першим головою був Янковський Денис Пантелійович. У 1935 році колгосп перейменовано на честь Чапаєва.
157 односельців пішли на фронт у 1941 році під час Другої світової війни. 33 чоловіка було загнано до Німеччини. 23 вересня 1943 року село було звільнено від нацистської окупації.
1951 року колгосп ім. Чапаєва об'єднався з колгоспом ім. Леніна с. Андріївка. У 1953 році було збудовано колгоспну електростанцію, міжколгоспний радіовузол. Із 6 до 23 години в оселі подавалася електроенергія.
У 1955 році було відкрито фельдшерсько-акушерський пункт, на початку 70-х збудовано нове приміщення. Цього ж року відкрито бібліотеку. З 1977 року вона стала працювати при клубі, а у зв'язку з розпадом СРСР і зруйнуванням приміщення перенесена до будівлі бригадної дільниці № 2. При бібліотеці створено клуб вишивальниць і селянську світлицю.
Відомостей про загальну чисельність населення за 1897 та 1913 роки не збереглося. 1963 року населення складало 609 чоловік (251 — чоловіків і 358 — жінок). Станом на 1963 рік 5 чоловік мало вищу освіту, 17 чоловік середню освіту, 52 чоловіки незакінчену середню освіту.
У 1984 році А. В. Шекун відкрив по сусідству з селом давньоруське поселення кінця X — рубежу XII — XIII століть. З 1987 р. поселення досліджувалось В. П. Коваленко і А. П. Моцей. Площа поселення — близько 3,5 га. Зафіксовано сліди численних ремесел: видобутку та обробки заліза, гончарства, сублімації дьогтю і видобутку смоли, обробки кістки і дерева.
З проголошенням незалежності України у 1991 році, Автуничі стали прикордонним селом на півночі країни.
12 червня 2020 року, відповідно до розпорядження Кабінету Міністрів України № 730-р від «Про визначення адміністративних центрів та затвердження територій територіальних громад Чернігівської області», село увійшло до складу Городнянської міської громади.
19 липня 2020 року, в результаті адміністративно-територіальної реформи та ліквідації Городнянського району, село увійшло до складу Чернігівського району.

## Походження назви
Назва села, найімовірніше, не змінювалася з часів його заснування. Народна версія, записана від старожил, стверджує: «Селу Автуничі може навіть до 400 років. Тоді це була лісиста місцевість. В лісах водилися різні звірі: лисиці, зайці, вовки і навіть ведмеді. У глибокій заглибині протікала річка, яка впадала у Верпч. Остання залишилася й нині, вона впадає в р. Тетеву, яка входить до басейну р. Снов. Місця ці були далеко від заселених. Але згодом, тікаючи від переслідувань кочівників, тут з'явився першопоселенець — якийсь спритний чоловік на ймення Автун. Потім ці місця сподобалися й іншим людям, і село почало розростатися. Так виникло поселення і називали його Автуничі. Люди в основному були хліборобами, але і худобу розводили, і займалися промислами: полювали, ловили рибу, бортничали».
Однак найменування села досі не має точного і більш переконливого з'ясування, згадок у історичних джерелах не виявлено. У 1984 році неподалік села, за 2 км на захід, в урочищі Космівка виявлено поселення кінця Х — початку ХІІІ ст. З 1987 по 1991 роки Дніпропетровська Давньоруська експедиція Інституту археології Академії Наук України та Чернігівський педагогічний інститут вели тут археологічні розкопки. Вважається, що назва Автуничі давня, бо має співзвучність із закінченням давньослов'янських племен кривичі, радимичі та ін.

## Населення
Згідно з переписом УРСР 1989 року чисельність наявного населення села становила 426 осіб, з яких 194 чоловіки та 232 жінки.
За переписом населення України 2001 року в селі мешкало 355 осіб.
Населення складає 357 чоловік (станом на 2006 р.). У національному складі переважна більшість — українці, також є білоруси. Етнікон — автунці (самоназва).

### Мова
Розподіл населення за рідною мовою за даними перепису 2001 року:
| Мова       | Кількість | Відсоток |
| ---------- | --------- | -------- |
| українська | 340       | 95.24%   |
| російська  | 17        | 4.76%    |
| Усього     | 357       | 100%     |

## Видатні люди
Автуничі батьківщина видатних людей, як от талановитого хіміка, кандидата хімічних наук, Пархоменка Петра Іларіоновича (спочатку з Безменовою Т. Е., потім самостійно досліджував гетероциклічні сполуки на основі сульфолану, вперше синтезував перспективний антигрибковий препарат сульфокарбатіон-К, який зарекомендував себе як відмінний протруйник насіння цукрових буряків), або талановитого педагога Павловського Олександра Анатолійовича, який трудиться в сусідній (лемешівській) школі. Також в селі Автуничі народилася Косухіна Раїса Андріївна, заслужений вчитель, яка була вбита в Чернігові своїм учнем 31 березня 2014 року.